# حكيم للحوسبة الصحية
حكيم (بالانجليزية Hakeem): برنامج حكيم هو المبادرة الوطنية الأولى لحوسبة القطاع الصحي في الأردن، وأحد برامج شركة الحوسبة الصحية الذي تم إطلاقه في نهاية عام 2009 تحت رعاية حضرة الملك عبد الله الثاني ابن الحسين المعظم.

## عن البرنامج
يهدف تعميم تطبيق برنامج حكيم على المستوى الوطني إلى زيادة فعالية الإدارة الطبية وتحقيق تطوير جذري في الرعاية الصحية المقدمة للمواطنين والوصول بها إلى أفضل المعايير الدولية إلى جانب الكفاءة الاقتصادية وتحسين إجراءات سير العمل والتي ستنعكس بشكل ايجابي على تجربة المريض في المستشفى أو المركز الصحي، من خلال إنشاء ملف صحي إلكتروني لكل مواطن وتيسير وصول مستخدمي النظام إليه من أية منشأة طبية باستخدام الرقم الوطني، عن طريق الربط بين قاعدة بيانات دائرة الأحوال المدنية وقاعدة بيانات النظام، حيث يحتوي الملف على التقارير الإجرائية والجراحية الشاملة والأدوية الحالية والتجاوب معها أو الحساسة منها والتاريخ الطبي والجراحي والملاحظات المدونة عند زيارة المستشفى أو العيادة.
اعتمدت شركة الحوسبة الصحية في إستراتجيتها لتطبيق برنامج ”حكيم“ لحوسبة لقطاع الصحي العام في الأردن على نظام معلومات ”فيستا“ المطور والمستخدم في مستشفيات وعيادات جمعية المتقاعدين العسكريين الأمريكيين في الولايات المتحدة الأمريكية.

## فوائد البرنامج
- خلق وإدامة ملف صحي للمريض يمكن من تقديم العلاج بشكل أسرع وأضمن بالإضافة إلى مزايا من شأنها تحسين مستوى الرعاية الصحية المقدمة، مثل خاصية تنبيه الطبيب للتعاطي بصورة أفضل مع حالات الأمراض المزمنة، والاكتشاف المبكر للمرض للتسريع في مراحل الشفاء، مما يسهم في تخفيض معدلات الوفاة.
- تخفيض الكلف التشغيلية في المؤسسات الصحية، والسعي إلى تخفيض كلفة الإنفاق السنوي ورفع مستوى الخدمات المقدمة من خلال:

1. السيطرة على تكرار عمليات صرف الأدوية وزيادة كفاءة إدارة المخزون.
2. الاستخدام الأمثل للموارد عن طريق حفظ وتخزين الملفات وصور الأشعة الكترونياً.
3. الحد من الهدر الناتج عن التكرار الفحوصات المخبرية.
4. تخفيض التكاليف الناجمة عن قبول الأعداد المتزايدة من المرضى داخل المستشفى وتحويلها إلى العيادات الخارجية.
5. التخفيف من عبء المراجعين من خلال الإجراءات الالكترونية مثل حوسبة نظام المواعيد والصيدلية والأشعة والمختبر.

- سيسهم البرنامج بخلق قاعدة شاملة لبيانات المرضى لدعم الأبحاث والدراسات العلمية من خلال توفير الإحصائيات اللازمة والدورية للجهات المعنية لمساندة عملية صنع القرار ووضع السياسات العلاجية اللازمة للنهوض بالرعاية الصحية في الأردن.
- البرنامج يمكن الأطباء من فحص السجلات الطبية الإلكترونية لمرضاهم، وذلك باستخدام أرقامهم الوطنية، وتحتوي تلك السجلات على:

1. تقارير إجرائية وجراحية شاملة.
2. الأدوية الحالية والتجاوب معها أو الحساسية منها.
3. التاريخ الطبي والجراحي.
4. الملاحظات المدونة عند زيارة المستشفى أو العيادة للمعالجة.
5. إمكانية الدخول إلى النتائج المخبرية وصور الأشعة الكترونياً.

- الارتقاء بجودة الخدمات الصحية، مما يعزز موقع الأردن كوجهة للسياحة العلاجية في المنطقة، الأمر الذي يسهم في زيادة عائدات السياحة العلاجية.
- سيوفر البرنامج على المستوى الوطني المئات من فرص العمل للكوادر الأردنية المؤهلة في المجالات الطبية وتكنولوجيا المعلومات نظراً لتميز البرنامج وانفراده كمنتجاً أردنيا مميزاً.
- تطوير البنية التحتية للشبكات وأجهزة الحاسوب في المستشفيات المطبق فيها برنامج حكيم.

## تطبيق البرنامج
يطبق برنامج حكيم أنظمة فيستا حسب المعايير العالمية، وتتضمن عملية التطبيق تحليل احتياجات المستشفيات والمراكز الصحية وتطوير خطط سير العمل الحالية وتصميم سير العمل المستقبلي ودمج عمل الأجهزة الطبية وتدريب الكوادر العاملة في المستشفيات والمراكز الصحية، بالإضافة إلى تقديم الاستشارات التقنية.
يشمل تطبيق البرنامج ما يلي:
1. تركيب أجهزة الحاسوب والخوادم والشبكات الخاصة بتشغيل شبكة الحاسوب باستخدام أحدث التقنيات والتطبيقات للشبكة السلكية واللاسلكية وتركيب أنظمة إدارة وحماية الشبكة باستخدام أجهزة شركة سيسكو العالمية وتجهيز شبكات اتصال داخلية وخارجية لربط مواقع تطبيق البرنامج عن طريق وصلها بالشبكة الحكومية الآمنة وشبكة المعلومات الوطنية ودائرة الأحوال المدنية والجوازات.
2. تطبيق برمجيات (VistA) لحوسبة الملفات الطبية والتي تشمل نظام إدارة معلومات المرضى (التسجيل، المواعيد، الإدخال) ونظام ملف المريض المحوسب ونظام المختبر ونظام الأشعة والتصوير ونظام الصيدلية ونظام إدارة الأدوية المرمزة ونظام الجراحة ونظام معلومات قسم الطوارئ وبعض الأنظمة المتخصصة مثل بنك الدم وأنظمة التغذية.
3. تطبيق نظام (VistA Imaging)/(PACS) الذي يوفر خدمة إظهار صور الأشعة الكترونيا على شاشات الحاسوب بجودة عالية وربطها مع نظام سجل المريض المحوسب.
4. تدريب كوادر المستشفيات والمراكز الصحية المطبقة للنظام من أطباء وممرضين في كافة الأقسام على كيفية استخدام برنامج «حكيم».
5. تنظيم حملات توعية للمجتمع المحلي حول فوائد تطبيق برنامج «حكيم» في المستشفيات والمراكز الصحية.
6. تجهيز البنية التحتية الخاصة بمركز الدعم الفني الذي يعمل على مدار الساعة في شركة الحوسبة الصحية ضمن أعلى المعايير وربط المركز عبر قناة اتصال خاصة ضمن شبكات شركات الاتصالات الأردنية.
7. إنشاء مراكز معلومات وبيانات متطوّرة ومراكز التعافي من الكوارث واستخدام أحدث المعدات والأجهزة والتكنولوجيا لتتماشى مع حجم البرنامج، حيث يتم توفير الأجهزة الخادمة (Servers) وأجهزة التخزين وأجهزة الحاسوب لمستخدمي البرنامج.
8. تجهيز المواقع بالأجهزة الطبية والمخبرية المختلفة وربطها بأنظمة برنامج ”حكيم“، مثل تزويد المواقع بأجهزة (Barcode) وأجهزة تغليف الأدوية، وذلك لمتابعة صرف الأدوية للمرضى المقيمين في المستشفى.

يتكون برنامج «حكيم» من عدة أنظمة فرعية أهمها التالي:
1. نظام سجل المريض المحوسب
2. نظام مواعيد المرضى
3. نظام الجراحة
4. نظام العمليات الجراحية
5. نظام المختبر
6. نظام الصيدلية
7. نظام معلومات الأشعة
8. نظام تصوير فيستا

## فيستا
اعتمدت شركة الحوسبة الصحية في تطبيق برنامج «حكيم» على نظام معلومات «فيستا» (VistA [الإنجليزية])، وهو النظام الصحي الإلكتروني المطور والمستخدم في مستشفيات وعيادات جمعية المتقاعدين العسكريين في الولايات المتحدة الأمريكية لحوسبة الملفات الطبية الالكترونية. وقد قام فريق البرمجة في شركة الحوسبة الصحية بإدخال تعديلات على النظام خصيصاً لكي يتواءم ومتطلبات استخدام النظام في الأردن، وقد نجح النظام في عدة اختبارات جودة تم إجراءها للتأكد من قدرة وكفاءة تطبيق النظام (المعلومات الدوائية، التعريب، الخ).
يعتبر نظام فيستا (VistA) من أكبر وأنجح النظم المتكاملة للرعاية الصحية وهو نظام مفتوح المصدر (مصدر مفتوح)، ما يعني القدرة على الإطلاع على شيفرة مصدر البرنامج وإمكانية تطويرها وتحديثها. تم تصميم وتطوير نظام ”فيستا“ خصيصا للأغراض الطبية وبقيادة أطباء من مستشفيات وعيادات جمعية المتقاعدين العسكريين الأمريكيين للارتقاء بمستوى الرعاية الصحية والمستوى الصحي، ويظهر ذلك من خلال المعايير الدولية والإجراءات الطبية المثلى التي يتضمنها النظام.
أكثر من 60٪ من مجموع الأطباء الذين تدربوا في الولايات المتحدة تدربوا على استخدام نظام VistA في مستشفيات المتقاعدين العسكريين، مما جعله النظام الأكثر تطبيقاً واستخداماً في الولايات المتحدة.